# Hiérogamie

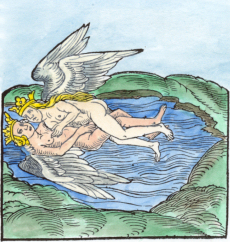
Le mariage mystique du roi et de la reine dans le Rosaire des philosophes (Rosarium philosophorum).

Hieros gamos ou hiérogamie (du grec ancien hieros = sacré et gamos = mariage, rapport sexuel) désigne, dans la mythologie, une union sacrée à caractère sexuel, un accouplement (parfois mariage) entre deux divinités ou entre un dieu et un homme ou une femme. Dans le domaine de la religion, elle désigne la représentation rituelle par des humains de cette alliance sexuelle divine.

## Définition
La hiérogamie se situe dans un cadre symbolique, souvent rituel, elle associe à l'activité sexuelle un signifiant d'ordre symbolique ou mystique.
Elle peut qualifier l'union sexuelle de principes divins, mais aussi les pratiques rituelles visant à remettre en scène ces phénomènes divins, ou simplement des relations sexuelles ritualisées, où la consommation sexuelle a valeur de symbole mystique.
Dans les traditions occultes, il peut s’agir d’un mariage indissoluble entre une entité spirituelle et une femme qu’elle a choisie. Cette entité s’engage, via un mentor qu’elle désigne, à protéger, étrenner et satisfaire aux besoins de l’élue tant qu’elle lui sera fidèle. Ces rites rapportés dans des grimoires anciens semblent encore avoir une certaine survivance dans les milieux initiés.
Le psychanalyste Carl Gustav Jung la place parmi d'autres symboles fondamentaux universels de l'humanité, dans ses ouvrages Métamorphoses de l'âme et ses symboles et Psychologie du transfert.

## Histoire

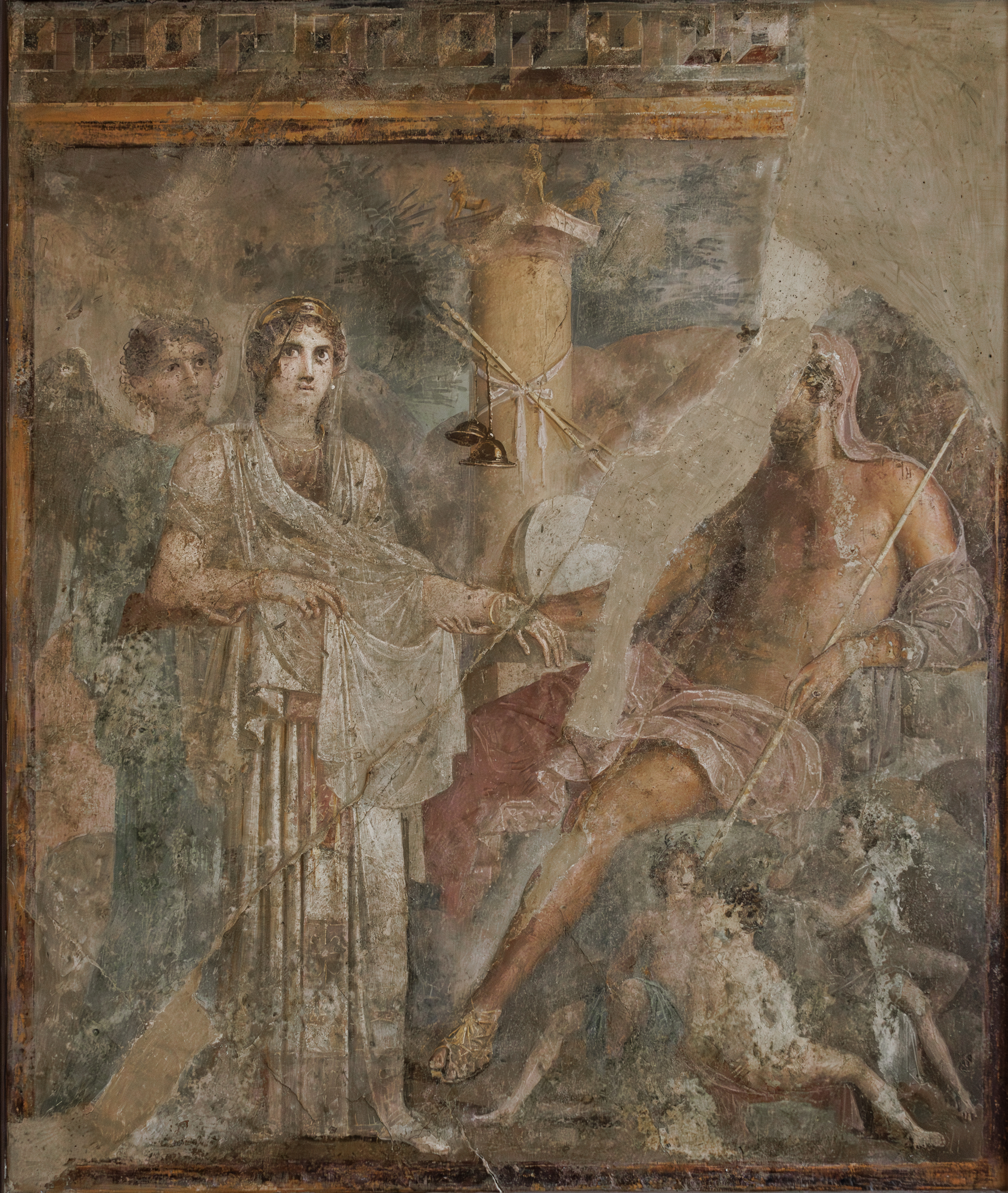
Hiérogamie, fresque antique trouvée dans la Maison du poète tragique à Pompéi.

Il s'agit d'une notion très ancienne, retrouvée dans nombre de civilisations.
La tradition véhicule une pléthore d'exemples tel Horus, fruit de l'union d'Isis et de son frère Osiris, qui montre de plus que cette notion ne prend pas en compte l'interdit de l'inceste. Le rite hiérogamique est présent dans une foule de cultes antiques. Dans l'antiquité grecque, les mythes d'hiérogamie ont souvent rapport à des usages populaires, et se célébraient généralement dans la campagne, près des rivières : à Samos, l'union sexuelle avait lieu secrètement, avant la célébration publique du mariage, et consistait en un accomplissement religieux qui faisait partie des fêtes saisonnières. Ce rite hiérogamique est repris dans le cérémonial de nombreuses sociétés secrètes.
On peut distinguer deux types de hiérogamies : la version rituelle et la version initiatique.

### Dans l'optique rituelle
Dans plusieurs traditions « païennes » et néo-païennes, où une analogie est établie entre la fertilité de la terre et la fécondité de la femme, la hiérogamie, le plus souvent accomplie dans la nuit précédant le 1er mai (célébration de Beltaine dans la mythologie celtique, nuit de Walpurgis dans le folklore germanique), est un rite de fertilité, censé symboliser la plantation de la graine dans la terre et favoriser les pluies.
Ces traditions se réfèrent toutefois à des principes jugés divins.

### Dans l'optique initiatique
Dans d'autres contextes, la hiérogamie revêt la forme d'un rite initiatique qui permettrait aux participants d'acquérir une expérience religieuse profonde par des rapports sexuels, permettant l'accès à la spiritualité. Certains experts y voient une référence à la théorie néo-platonicienne selon laquelle une âme est originellement androgyne et se scinde en deux lors de l'incarnation sur terre, sa part féminine allant dans un corps de femme et sa part masculine dans un corps d'homme. Dans cette optique, la plénitude spirituelle ne serait retrouvable que dans la réunion des principes complémentaires (« syzygie ») qu'offre une hiérogamie. Cependant il ne faut pas oublier que la parabole platonicienne de l'androgynie n'est là qu'à titre de discours réfuté dans le cours de la controverse mise en jeu dans le banquet.
Une telle vision se retrouve dans le gnosticisme, qui pose l'“assomption syzygique” (réunion du masculin et du féminin) comme l'une des plus hautes fins de l'existence spirituelle d'un être humain. On peut citer à ce titre le logion 22 de l’Évangile selon Thomas (apocryphe chrétien issu de la bibliothèque de Nag Hammadi) : « [...] n°7 : Irons-nous dans le Royaume ? Jésus leur dit : Quand vous ferez le deux Un, [...] afin de faire le mâle et la femelle en un seul [...] ».

## Exemples

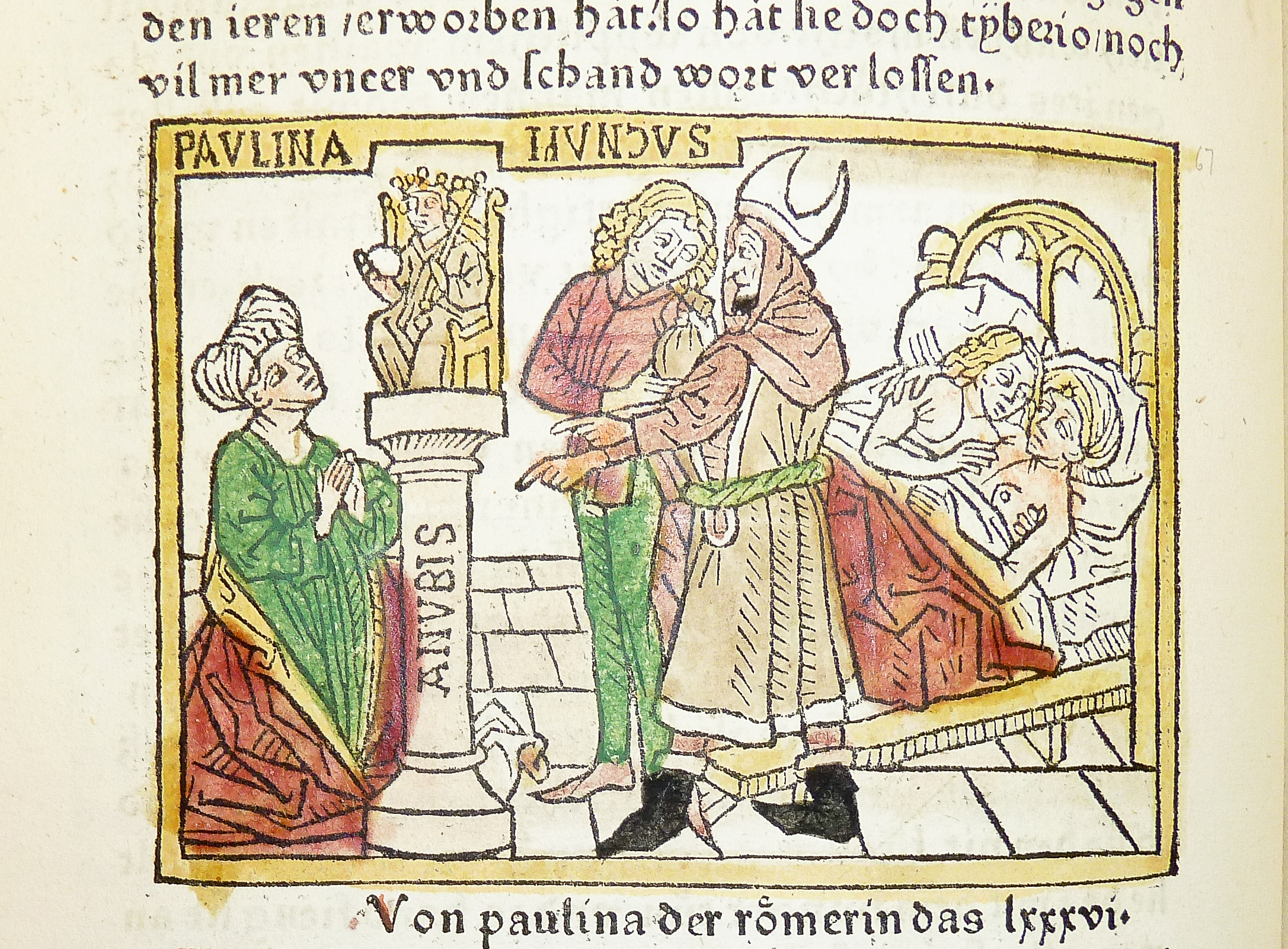
Représentation sur bois de l'histoire de Paulina et Decius Mundus, illustrant une version de lHistoire des Juifs de Flavius Josèphe.

En Mésopotamie, au printemps, le rite du mariage sacré durant les IIIe et IIe millénaire av. J.-C. à Sumer, unissait le Roi (remplaçant le dieu Dumuzi) et la prêtresse (représentante de la Déesse Ishtar). La façon dont se déroule concrètement l’union rituelle fait l’objet de nombreuses conjectures. Il semble impossible de dire si les récits arrivés jusqu'à nous décrivent un rite au cours duquel le roi a concrètement une relation sexuelle avec son épouse ou avec une prêtresse qui représente la déesse, ou s'il s'agit de descriptions théâtrales qui, en fait, ne concernent que l'élévation temporaire du roi au niveau honorifique de « mari d'Inana ». L’historien Jean Bottéro semble pencher pour la première hypothèse. Pour lui « la nuit de noces était réellement et matériellement consommée par le roi en personne, jouant le rôle de Dumuzi, et, pour celui d'Inanna, par une lukur, une prêtresse ». D'autres historiens, comme Philip Jones considèrent cette union comme une « construction intellectuelle » et penchent pour la seconde hypothèse. Véronique Grandpierre souligne que le roi, même s’il se déplaçait jusqu’au temple d’Inanna, ne participait pas au rituel d’union en tant que tel et Francis Joannes parle de représentation en la matière de « statues divines à l’intérieur des sanctuaires » ou d’« humains qui incarnaient [les dieux] ». Le rite d'union se terminait par des festivités très joyeuses qui se déroulaient dans l’allégresse. En Grèce, on rapporte de nombreux exemples de hiérogamies : Déméter s'était unie jadis au héros Iasion, à la saison des semailles, sur le sol trois fois labouré; sur l'île de Samos, la hiérogamie des Tonaia se célébrait auprès du fleuve Imbrasos, parmi les osiers utilisés dans le culte ; dans les Daïdala de Béotie, la fiancée divine était conduite sur un char rustique, sur la montagne du Cithéron.
L'existence de tels rituels depuis des temps immémoriaux a souvent laissé des traces dans plusieurs cultures, ce qui a suscité des accusations de relations incestueuses à l'égard de plusieurs groupes religieux jugés hérétiques comme les hellénistes, le paulicianisme, le bogomilisme, le catharisme, l'alévisme ou le sabbétaïsme.
Sous Tibère, c'est le scandale de Decius Mundus abusant de Paulina qui pense s'offrir au dieu Anubis, qui provoque la chute provisoire du culte d'Isis et à terme, au IVe siècle l'interdiction des pratiques hiérogames.
Un exemple moderne de hiérogamie se trouve dans la religion Wicca, dans laquelle les participants s'engagent dans ce que Gerald Gardner, fondateur du culte, appelait le « Grand Rite ». Un homme et une femme, assumant les identités du Dieu cornu et de la Déesse, s'engagent dans une union sexuelle pour célébrer la conjonction sacrée des principes opposés/complémentaires masculin et féminin de l'Univers.
De tels rituels sont évoqués dans le film Eyes Wide Shut de Stanley Kubrick et dans le roman Da Vinci Code de Dan Brown.

### Article lié
- Syzygie (ésotérisme)